# 17145 Hollycheng
17145 Hollycheng este o planetă minoră (asteroid), cu un diametru de 6,419 km, din centura de asteroizi. A fost descoperită pe 12 mai 1999 la Experimental Test Site⁠(d) de Lincoln Near-Earth Asteroid Research. 
Obiectul prezintă o orbită caracterizată de o semiaxă mare de 2,6941357 UAi, o excentricitate de 0,18, o înclinație de 16,06878 ° în raport cu ecliptica.